# 造反派

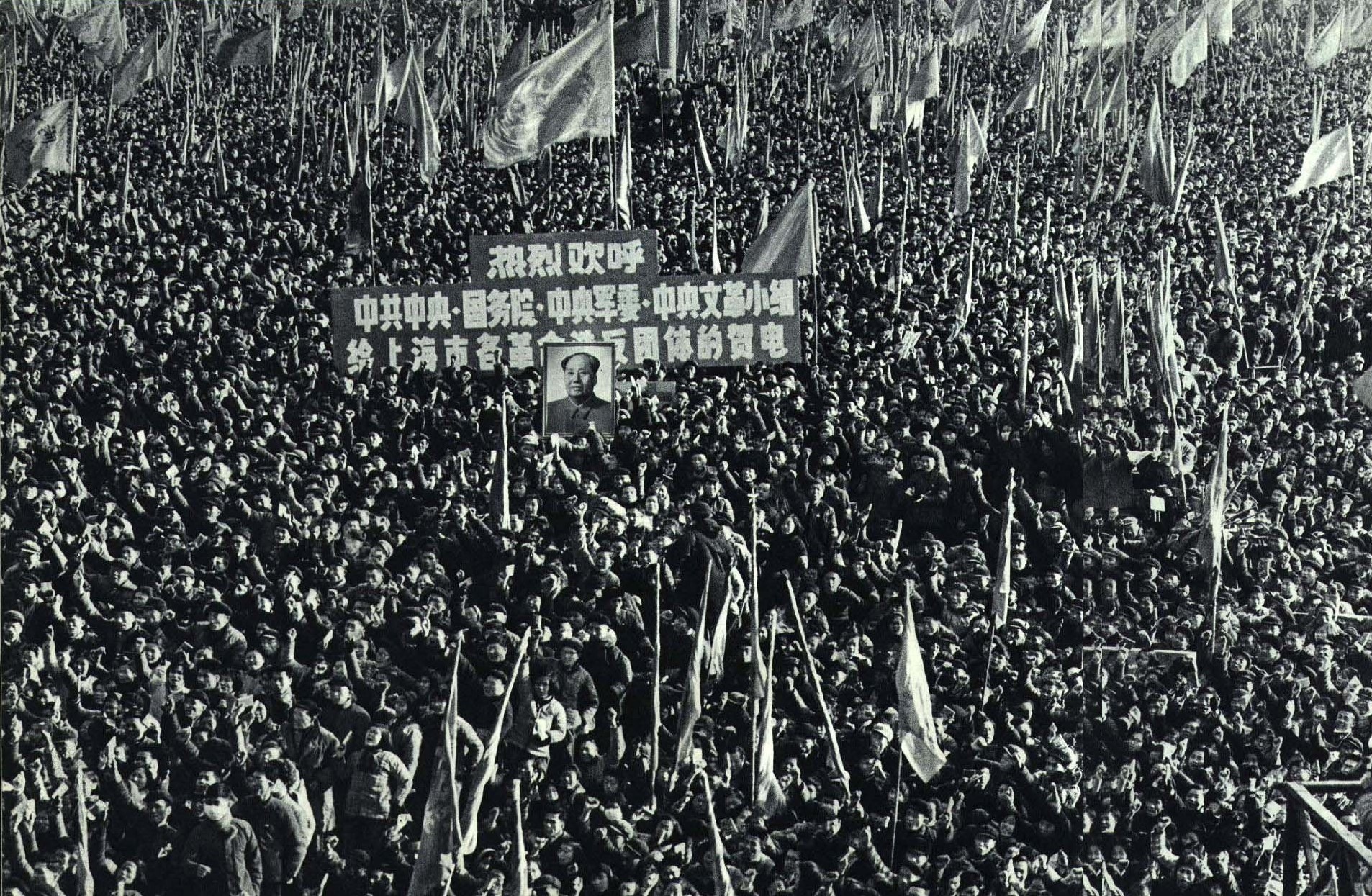
1967年4月上海造反派庆祝游行

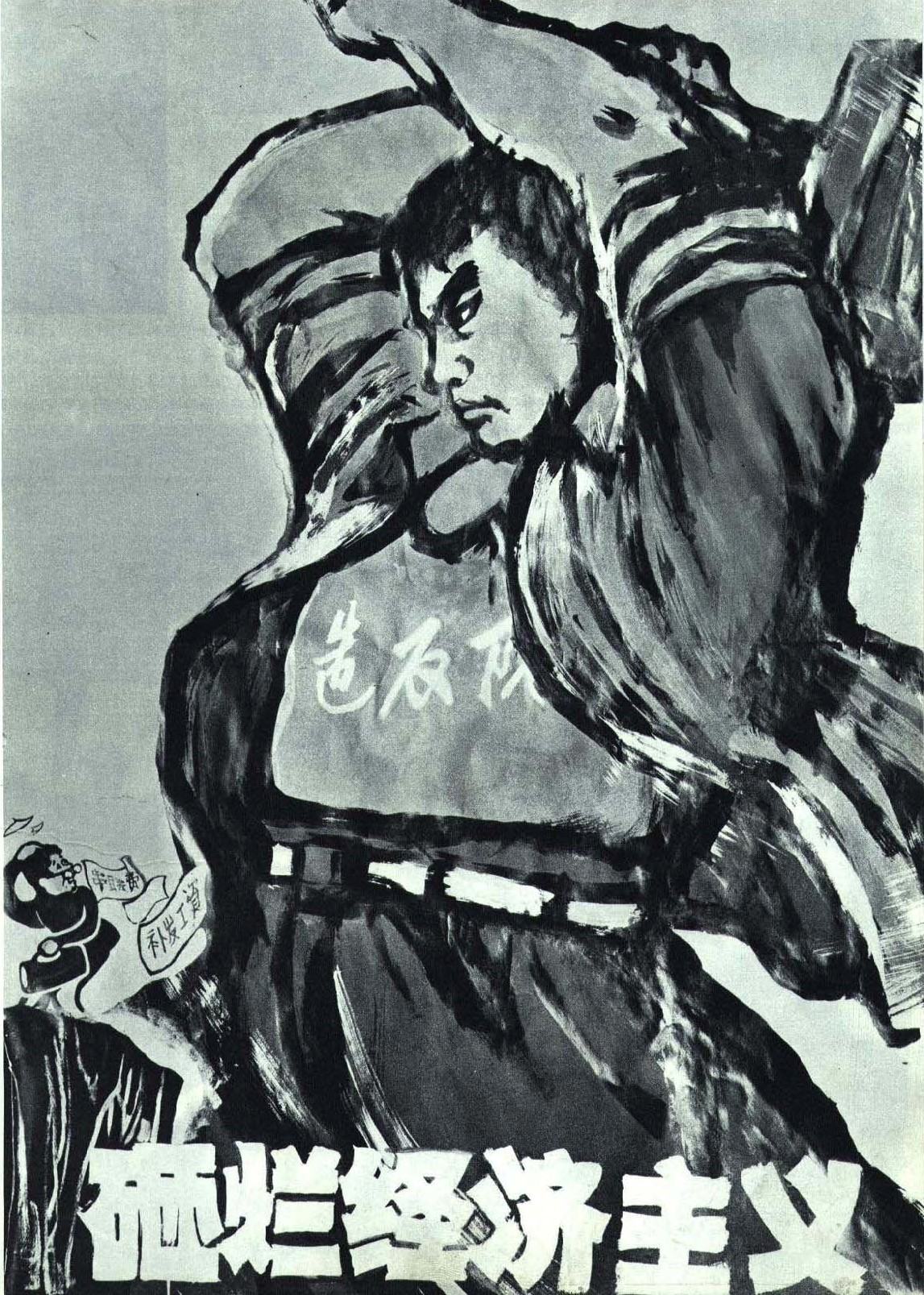
造反队“砸烂经济主义”的宣传海报（1967年3月）

造反派是中华人民共和国“文化大革命”时期以“造反”自我标榜的群众组织、派系或个人，其一整套思想方法、行为特征、价值取向与他们的政治实践相关连。文革期间的造反派运动可分为早期的红卫兵造反运动以及后期的工人造反运动。1967年初，随着上海“一月风暴”爆发，造反派在全国范围内展开“夺权运动”，工人造反派逐渐壮大。此后，造反派与保守派之间，或造反派内部，时常发生武斗，1967-68年间的大规模武斗导致中国大陆进入“全面内战”。
1968年夏，由工农兵组成的毛泽东思想宣传队开始进驻各单位，大规模武斗停止，红卫兵组织迅速没落；而截止1968年底，全国所有工人造反派组织都在毛泽东“大联合”的口号下解散。此后，在文革“清理阶级队伍”、“清查五一六”等大规模政治清洗中，文革初期活跃的许多造反派领袖和成员遭到清算整肃。

## 起源
1966年6月24日，清华大学附属中学红卫兵贴出大字报《革命造反精神万岁》，提出“革命就是造反，毛泽东思想的灵魂就是造反。”7月4日，红卫兵又贴出大字报《再论革命造反精神万岁》，并且在最前面引用了毛泽东语录：“马克思主义的道理千条万绪，归根结底，就是一句话：造反有理。……根据这个道理，于是就反抗，就斗争，就干社会主义。”8月1日，毛泽东写了《给清华附中红卫兵的一封信》。毛泽东把这封信和《革命造反精神万岁》、《再论革命造反精神万岁》两份大字报作为大会正式文件，在中共八届十一中全会上散发。此后，“两报一刊”全文发表了清华附中红卫兵的《革命造反精神万岁》、《再论革命造反精神万岁》和《三论革命造反精神万岁》。

## 分类
虽然“造反有理”的口号是清华大学附中的一批“老红卫兵”率先提出，但造反派不仅仅包括红卫兵（以大、中学生为主体），还包括了当时中国社会的各个阶层：工人、农民、医生、教师、机关、干部、学生甚至包括一部份军人，其中尤以工人人数为最多。造反派与单纯的红卫兵组织不同之处在于，造反派组织的成员不限于青年，而是包括各个年龄层次者。
红卫兵造反运动以北京为典型，工人造反运动则以上海为典型。造反派组织的负责人常被称为“勤务员”或“服务员”，来源于《毛泽东语录》中的“我们一切工作干部，不论职位高低，都是人民的勤务员，我们所做的一切，都是为人民服务。”

### 造反派红卫兵

1966年10月，毛泽东在北京天安门广场接见红卫兵

红卫兵团体也有类别之分，其中部分为“造反派红卫兵”（与老红卫兵、保守派红卫兵相对），还有学者单独划分出“极左派红卫兵”。许多造反派红卫兵最初受到歧视和压制，如被视为调皮捣蛋、不安分守己的害群之马，被领导运动的党委或工作组批判、冷落，甚至是被当作“反革命”、“右派”、“假左派、真右派”的学生。1966年夏，造反派红卫兵在毛泽东八次接见红卫兵（以学生等青年为主体）形成气候，至1966年底造反派组织迅速发展，已在红卫兵运动中形成压倒优势。直到1967年1月夺权运动早期，以大、中学生为主体的造反派红卫兵都是政治行动的中心。但是，在1967年“二月逆流”后，造反派红卫兵也开始了分裂，分裂为所谓“拥军派”（温和倾向）与“反军派”（激进倾向）。
1968年4月-7月，北京清华大学爆发“百日大武斗”，7月27日北京市60多个工厂3万多名工人组成“首都工人毛泽东思想宣传队”进驻清华，试图接管学校的领导权，但遭到清华红卫兵的暴力抵制，被称为“七·二七事件”。7月28日，毛泽东紧急召见了首都红卫兵“五大领袖”聂元梓、蒯大富、谭厚兰、韩爱晶和王大宾，就制止大学武斗、派出工宣队等问题发表了强硬讲话，结束了大学里以造反派为主体的文革群众运动，红卫兵自此失势、红卫兵运动没落。

### 工人造反派

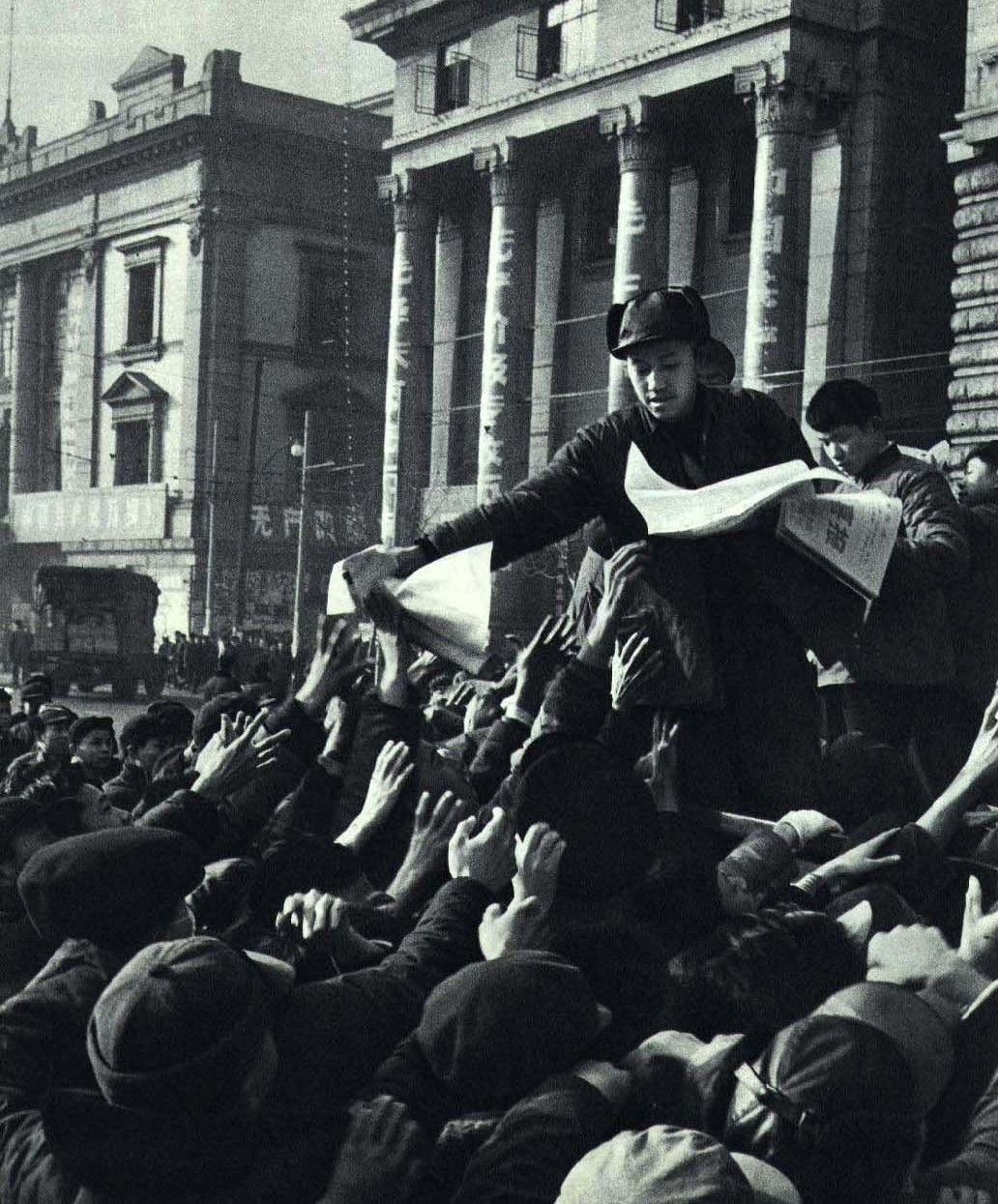
山西革命造反派大联合夺权誓师大会（1967年）

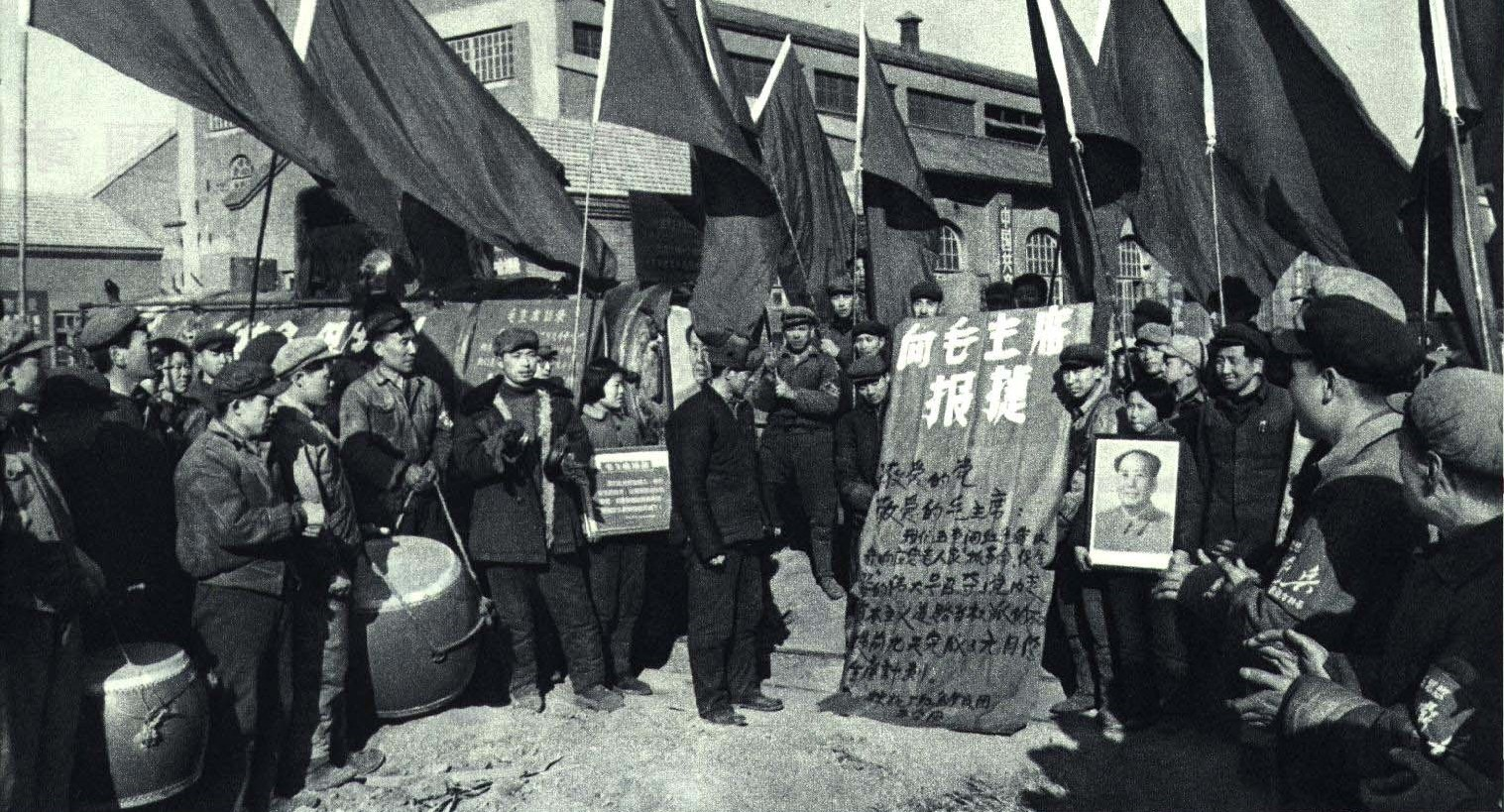
1967年哈尔滨林业机械厂造反派

1967年，在夺权、大联合阶段，虽然红卫兵造反组织仍在舞台上，但文革的主角已经由以产业工人为主体的造反派来充任。毛泽东说，“在工人阶级内部，没有根本的利害冲突。在无产阶级专政下的工人阶级内部，更没有理由一定要分裂成为势不两立的两大派组织”。但在工人造反派组织中，组织成员的品类更加芜杂，派性更为严重，组织的松散程度更大，造反动机的功利性更明确──就是要瓦解、摧毁科层制势力，占山为王，要取代走资派，成为新的掌权者。有相当一部分人顺应时代潮流，进入官僚阶层、权力体制实现了自己的抱负。文革期间的工人造反运动对国民经济造成严重冲击，工人无心生产，许多工厂停工或半停工。1967年底至1968年底，全国所有的工人造反派组织都在毛泽东“大联合”的口号下解散，重新归属于所在的各级革命委员会，不复以组织形式存在。

### 造反派与保守派
造反派与“保皇派”群众组织（保守派、當權派）相对，双方时常爆发武斗。此外，在造反派内部，因派性斗争，对立两派经常将对方指为“保皇派”或“保守派”。中央或地方掌握政治权力的机关也曾将某些造反派组织打成“保皇派”或“保守派”。
譬如，在红卫兵运动中，造反派红卫兵与保守派红卫兵（或老红卫兵）相对，保守派常标榜“根红苗正”、发起者大多是高干子女，而造反派红卫兵最突出的特征是冲击党政领导和批判血统论。

## 文革後口語化
- 引申为借指参加这类群众组织的人、一般成员。“1966年抄家，‘造反派’搬走几件，王家姆妈又变卖几件。”（陆星儿《同一扇石库门》，载《文汇》月刊1990年3月号）说话的口气，在当时是无奈、艳羡，在事后是鄙夷不屑、丑化刻毒。
- 文革后称文革中参加过这类群众组织的人，仍然用文革时的称谓指称他们。受到清查的“三种人”，主要就是指其中因与林彪、四人帮集团有组织联系而造反起家的人，帮派思想严重的人，有打砸抢劣迹的人。[24][25]
- 比喻义，文革后比喻行为方式、价值观、性格等方面与造反派相似的人，含贬义。例：小造反派；造反派脾气。这是一种弹性比较大、却又偏于严重的指控，因为文革在政治上被全面否定，造反派受到严厉追究；该词所包含的历史追溯、政治判断内容，会引起个人经历、情感方面的联想，乃至过分反应。

## 延伸阅读
- 陳益南：《青春無痕: 一個造反派工人的十年文革 （页面存档备份，存于）》，香港中文大學出版社，2006年
- 章诒和《往事并不如烟》，人民文学出版社2004年版
- 《文革旧事》，“文学会馆” 2002年9月27日
- 李行健等《新词新语词典》，语文出版社1989年版